# Upp, var ljus, ty ljuset lyser
Upp, var ljus, ty ljuset lyser är en missionspsalm av Severin Cavallin från 1873. 
Melodin är förmodligen en gammal svensk tonsättning från 1675, funnen i Rappehandskriften och enligt Koralbok för Nya psalmer, 1921 samma melodi som används till psalmen Vänligt över jorden glänser (1819 nr 73).

## Publicerad som
- Nr 539 i Nya psalmer 1921, tillägget till 1819 års psalmbok under rubriken "Kyrkan och nådemedlen: Missionen".
- Nr 247 i 1937 års psalmbok under rubriken "Mission".